# Chris Sutton (football)
Pour les articles homonymes, voir Christopher Sutton et Sutton.
Christopher Roy Sutton, né le 10 mars 1973 à Nottingham (Angleterre), est un footballeur anglais qui évoluait au poste d'attaquant. International anglais (1 sélection), il se reconvertit après sa carrière de joueur ensuite en entraîneur.

## Biographie
Chris Sutton se distingue lors de la saison 1993/1994 du championnat d'Angleterre, avec l'équipe de Norwich City. Il inscrit en effet 26 buts, ce qui fait de lui le troisième meilleur buteur du championnat, derrière Andy Cole et Alan Shearer.
Lors de l’été 1994, Chris Sutton est transféré aux Blackburn Rovers pour un montant de 7,5 M€. C'est alors le transfert le plus cher de l'histoire du football anglais[réf. nécessaire]. Associé à Alan Shearer, Chris Sutton emmène les Blackburn Rovers vers le titre de champion d'Angleterre 1994-95. Le club marque 80 buts dans la saison, ce qui en fait l'équipe anglaise la plus performante de la saison dans ce domaine, dont 49 pour son duo d'attaque : 34 pour Shearer et 15 pour Sutton.
Lors de la saison 1997/98, Chris Sutton termine meilleur buteur du championnat d'Angleterre, avec un total de 18 buts. En tout, il aura marqué 85 buts en 278 matchs de Premier League anglaise.
Malgré ses bonnes performances en club, Chris Sutton n'est appelé qu'une seule fois en équipe d'Angleterre. Il s'agit du 15 novembre 1997, à dix minutes de la fin du match Angleterre-Cameroun (2-0), où il remplace Paul Scholes.
En 1999, Chris Sutton rejoint le club de Chelsea pour un montant de 15 M€, où il ne reste qu'une seule saison, et n’inscrit qu'un seul but.
En 2000, Chris Sutton rejoint le championnat écossais et le club du Celtic Glasgow pour un transfert de 9 M€. Dès son premier match, il marque un but. Le 27 août 2000, Chris Sutton devient le héros du "Demolition Derby", lors d'une rencontre contre les Glasgow Rangers remportée 6-2 par le Celtic. Sutton inscrit en effet le premier, et le sixième but du match.
Chris Sutton reste un total de six saisons au Celtic. Il y remporte trois championnats d'Écosse, deux Scottish Cups, et deux League Cups. En 2004, il est élu meilleur joueur du championnat écossais. En Ligue des champions, il inscrit deux buts contre la Juventus de Turin le 31 octobre 2001, ce qui permet au Celtic d'engranger une victoire de prestige. 
En janvier 2006, Chris Sutton rejoint le club anglais de Birmingham City. Malgré de bons matchs, il ne parvient pas a sauver le club de la relégation en championship, la deuxième division anglaise. 
Chris Sutton signe ensuite à Aston Villa en octobre 2006. Blessé à un œil lors d'un match contre Manchester United, il est éloigné des terrains. Cette blessure ne s'arrangeant guère, il met fin à sa carrière en juillet 2007.

## Carrière

### Joueur
- 1990-1994 : Norwich City  Angleterre
- 1994-1999 : Blackburn Rovers  Angleterre
- 1999-2000 : Chelsea  Angleterre
- 2000-jan. 2006 : Celtic Glasgow  Écosse
- jan. 2006-2006 : Birmingham City  Angleterre
- 2006-2007 : Aston Villa  Angleterre

### Entraîneur
- oct. 2009-sept. 2010 : Lincoln City  Angleterre

## Palmarès de joueur
- Finaliste de la Coupe UEFA en 2003 avec le Celtic Glasgow
- Champion d'Angleterre en 1995 avec les Blackburn Rovers
- Champion d'Écosse en 2001, 2002, 2004, et 2006 avec le Celtic Glasgow
- Vainqueur de la Coupe d'Écosse en 2001, 2004 et 2005 avec le Celtic Glasgow
- Vainqueur de la Coupe de la Ligue écossaise en 2001 avec le Celtic Glasgow
- Joueur du mois du championnat d'Angleterre en novembre 1994 et février 1998 avec les Blackburn Rovers

## Sources
- Richard N, Demolition Man, in www.kicknrush.com, mardi 17 juillet 2007.